# Action Internationale Contre la Faim
Action Internationale Contre la Faim (z fr., znana również pod angielską nazwą Action Against Hunger) – pozarządowa organizacja międzynarodowa mającą na celu walkę z głodem na świecie.

## Historia
Została założona w 1979 przez grupę francuskich lekarzy, naukowców, dziennikarzy i pisarzy, aby pomóc afgańskim uchodźcom z Pakistanu. W późniejszych latach zostały założone kolejne oddziały – amerykański w 1985, hiszpański w 1994, brytyjski w 1995, kanadyjski 2006.
AIClF w 2019 roku działało w 45 krajach na świecie i zatrudniało 7500 wolontariuszy i pracowników. Pomaga corocznie 4 milionom ludzi.